# Hemlandsudden
Hemlandsudden är en udde i Finland.   Den ligger i den ekonomiska regionen  Borgå  och landskapet Nyland, i den södra delen av landet, 40 km öster om huvudstaden Helsingfors. Hemlandsudden ligger på ön Hästholmen.
Terrängen inåt land är platt. Havet är nära Hemlandsudden söderut.  Närmaste större samhälle är Borgå, 14,5 km norr om Hemlandsudden. I omgivningarna runt Hemlandsudden växer i huvudsak blandskog.